# Zonguldak (circonscription électorale)
La circonscription électorale de Zonguldak correspond à la province du même nom et envoie 5 députés à la Grande assemblée nationale de Turquie.

## Composition
La circonscription de Zonguldak est divisée en 8 districts (ilçe). Chaque district est composé d'un chef-lieu et de municipalités (communes et villages).

## Résultats électoraux

### Élections législatives de 2018
| Partis                   | Partis                                        | Voix    | %     | Sièges | +/-           | Élus                                         |
| ------------------------ | --------------------------------------------- | ------- | ----- | ------ | ------------- | -------------------------------------------- |
|                          | Parti de la justice et du développement (AKP) | 178 995 | 45,97 | 3      |               | Polat Türkmen, Ahmet Çolakoğlu et Hamdi Uçar |
|                          | Parti républicain du peuple (CHP)             | 119 800 | 30,77 | 2      | en stagnation | Ünal Demirtaş et Deniz Yavuzyılmaz           |
|                          | Parti d'action nationaliste (MHP)             | 42 316  | 10,87 | 0      | en stagnation |                                              |
|                          | Le Bon Parti (İYİ)                            | 30 388  | 7,80  | 0      | Nv.           |                                              |
|                          | Parti démocratique des peuples (HDP)          | 7 406   | 1,81  | 0      | en stagnation |                                              |
|                          | Parti de la félicité (SP)                     | 6 866   | 1,76  | 0      | en stagnation |                                              |
|                          | Parti patriote (VATAN)                        | 1 553   | 0,40  | 0      | en stagnation |                                              |
|                          | Indépendants (Ind.)                           | 1 191   | 0,31  | 0      | en stagnation |                                              |
|                          | Parti de la cause libre (HÜDA PAR)            | 830     | 0,21  | 0      | en stagnation |                                              |
|                          |                                               |         |       |        |               |                                              |
| Total                    | Total                                         | 389 345 | 100   | 5      | en stagnation | -                                            |
| Inscrits / participation | Inscrits / participation                      | 447 085 | 87,86 |        |               |                                              |

### Élections législatives de 2023
| Partis                   | Partis                                        | Voix    | %     | Sièges | +/-           | Élus                                            |
| ------------------------ | --------------------------------------------- | ------- | ----- | ------ | ------------- | ----------------------------------------------- |
|                          | Parti de la justice et du développement (AKP) | 162 434 | 40,05 | 3      | en stagnation | Muammer Avcı, Saffet Bozkurt et Ahmet Çolakoğlu |
|                          | Parti républicain du peuple (CHP)             | 130 037 | 32,07 | 2      | en stagnation | Deniz Yavuzyılmaz et Eylem Ertuğ Ertuğrul       |
|                          | Le Bon Parti (İYİ)                            | 40 371  | 9,96  | 0      | en stagnation |                                                 |
|                          | Parti d'action nationaliste (MHP)             | 34 230  | 8,44  | 0      | en stagnation |                                                 |
|                          | Nouveau parti de la prospérité (YRP)          | 10 093  | 2,49  | 0      | Nv.           |                                                 |
|                          | Parti de la victoire (ZP)                     | 7 254   | 1,79  | 0      | Nv.           |                                                 |
|                          | Parti de la patrie (M)                        | 3 640   | 0,90  | 0      | Nv.           |                                                 |
|                          | Parti de la grande unité (BBP)                | 3 430   | 0,85  | 0      | en stagnation |                                                 |
|                          | Parti de la gauche verte (YSP)                | 2 631   | 0,65  | 0      | en stagnation |                                                 |
|                          | Parti des travailleurs de Turquie (TIP)       | 2 193   | 0,54  | 0      | en stagnation |                                                 |
|                          | Parti de la justice (AP)                      | 2 120   | 0,52  | 0      | Nv.           |                                                 |
|                          | Parti de la mère patrie (ANAP)                | 1 252   | 0,31  | 0      | en stagnation |                                                 |
|                          | Parti jeune (GP)                              | 1 151   | 0,28  | 0      | en stagnation |                                                 |
|                          | Parti de la justice et de l'unité (AB)        | 854     | 0,21  | 0      | Nv.           |                                                 |
|                          | Parti des droits et libertés (HAK)            | 659     | 0,16  | 0      | en stagnation |                                                 |
|                          | Parti de la nation (MP)                       | 647     | 0,16  | 0      | en stagnation |                                                 |
|                          | Parti patriote (VATAN)                        | 611     | 0,15  | 0      | en stagnation |                                                 |
|                          | Parti de libération du peuple (HKP)           | 426     | 0,11  | 0      | en stagnation |                                                 |
|                          | Parti communiste de Turquie (TKP)             | 384     | 0,09  | 0      | en stagnation |                                                 |
|                          | Parti de l'union du pouvoir (GBP)             | 338     | 0,08  | 0      | Nv.           |                                                 |
|                          | Parti de gauche (SOL)                         | 325     | 0,08  | 0      | en stagnation |                                                 |
|                          | Mouvement communiste (TKH)                    | 176     | 0,04  | 0      | Nv.           |                                                 |
|                          | Parti de l'innovation (YP)                    | 149     | 0,04  | 0      | Nv.           |                                                 |
|                          | Parti de la route nationale (MYP)             | 2       | 0,00  | 0      | Nv.           |                                                 |
|                          | Indépendants (Ind.)                           | 121     | 0,03  | 0      | en stagnation |                                                 |
|                          |                                               |         |       |        |               |                                                 |
| Total                    | Total                                         | 405 528 | 100   | 5      | en stagnation | -                                               |
| Inscrits / participation | Inscrits / participation                      | 457 832 | 89,29 |        |               |                                                 |